# Каракај
Каракај је насељено мјесто у општини Зворник, Република Српска, БиХ. Насеље је основано 2012. године на основу „Одлуке о оснивању насељеног мјеста Каракај на подручју општине Зворник“ (Сл. гласник РС 100/2012 од 30. октобра 2012. године). Пре оснивања самосталног насеља, Каракај је био дио насеља Зворник.

## Положај
Каракај је индустријско место. У социјалистичком периоду било је много фабрика у граду, али након грађанског рата у Босни, многе су биле затворене. Каракај је у југословенском периоду био раднички град. Имао је много компанија. Неке од њих су банкротирале, али се многе сада опорављају од рата. Тренутно Каракај има много јаких компанија. Неке од њих су: Бирач, Везионица, Гумара Фагум и многе друге. Упркос рату Каракај је прилично развијено место. Има железничку станицу, многе путеве и два трговачка центра. Бинго, главни трговачки центар у многим градовима широм Босне, веома је популаран трговачки центар у Каракају. Постоји и "гранични прелаз" у Каракају. Спаја Србију и Републику Српску. Александрија, индустрија чоколаде, бомбона и бисквита, такође послује у Каракају. Ове и многе друге компаније чине Каракај једно од најразвијенијих места у Републици Српској. Многи грађани предграђа Каракаја су фармери, а имају и фарме око Каракаја. Обично расте кукуруз и пшеница. У брдима изнад Каракаја људи гаје шљиву и јабуку. Трговина је уобичајена у Каракају. Свугдје су продавнице. Лов је такође развијен у Каракају. Људи лове зечеве и лисице, углавном због забаве.

## Историја
Насељено мјесто Каракај је основано од дијелова насељених мјеста Јардан и Зворник. Насељено мјесто Каракај налази се у саставу КО Зворник, укупне површине 893 хектара, a по типу (карактеру) је приградско насељено мјесто.
Постоје бројна археолошка налазишта на подручју Каракаја из неолитског доба, а касније: овде је лоцирана грчка колонија, касније замијењена келтском. Римљани су освојили подручје од Илијана, а такође су успоставили насеље. У раном средњем вијеку, Остроготи су освојили град од Византије, који су га касније опоравили. У 6. веку су га запосели Словени. Каракај је био део прве српске државе која се касније срушила у неколико српских дукедема. Каракај је у средњем вијеку промијенио власнике између Босне, Хрватске и Србије.
У Каракају су постојали привремени објекти у којима су живјеле српске избјеглице. Бараке су изгориле у пожарима у марту 2012.

## Занимљивости
Рок група Emir Kusturica & The No Smoking Orchestra је на свом албуму „Живот је чудо“ издала пјесму под називом Каракај у којој се говори о Каракају.
Каракај има свој фудбалски клуб, ФК Раднички Каракај.
Каракај технички школски центар (ТШЦ) је локална позната школа која је освојила награде на многим спортским и едукативним догађајима. Планирано је да ће ТШЦ отвори стручну школу у наредних неколико година. Постоји и Технолошки факултет у Каракају, који је дио Универзитета у Источном Сарајеву. Зове се Технолошки факултет са мотором на нас!
На овом подручју можете наћи многе српске православне цркве, прелијепе мостове преко реке Дрине и саму реку (која је одлично место за водене спортове) и нетакнуте природе. Трке џиповима су уобичајене у брдима Каракаја, и привлачи бројне туристе. Каракај још увек није туристички оријентисан, али развој овог подручја је циљ локалне заједнице у наредним годинама.

## Становништво
| Демографија | Демографија | Демографија |
| Година      | Становника  | Становника  |
| ----------- | ----------- | ----------- |
| 2013.       | 2.735       |             |

У Каракају живи негде око 3.000 становника. Преко 90% становништа Каракаја чине Срби. Каракај је пружио склониште за многе избјеглице након рата у БиХ. Данас Каракај и Зворник имају велики природни раст, један од највећих у овом дијелу земље.